# Rudolf Sloboda
Rudolf Sloboda (16. dubna 1938, Devínska Nová Ves, Československo – 6. října 1995, Devínska Nová Ves, Slovensko), byl slovenský spisovatel-prozaik, básník, dramatik, scenárista a autor literatury pro děti a mládež.

## Životopis
Pocházel z rodiny chorvatského starousedlíka a úředníka. Dětství prožil v Děvínské Nové Vsi v době klerofašistického Slovenského státu a budování komunismu. V ne právě dokonalé rodině, rodiče se rozvedli a matka kromě Rudolfova otce přežila i druhého manžela a později i druha Vince Besedu. Tento fakt je v díle několikrát nahlížen z nejrůznějších pohledů.
Do školy chodil v Devínské Nové Vsi a později studoval filozofii na Univerzitě Komenského v Bratislavě, ale po roce toto studium ukončil a odjel pracovat do dolů v Ostravě. Vrátil se do Bratislavy, kde pracoval jako stavební dělník, poté následovala v letech 1959-1962 vojenská prezenční služba v jižních Čechách, po ní opět Ostrava, kde v letech 1962-1964 pracoval ve Vítkovických železárnách, a nakonec definitivní návrat do rodné obce. Zde se také oženil a narodila se mu dcera.
V letech 1965-1969 pracoval jako redaktor ve vydavatelství Smena, v letech 1972-1984 byl dramaturgem v Slovenské filmové tvorbě a v roce 1984 pracoval krátkou dobu v nakladatelství Slovenský spisovatel. Při příležitostných zaměstnáních (např. ve filmu) se živil především jako spisovatel na volné noze. Se svou psychicky nemocnou manželkou žil ve skromných poměrech ve svém rodišti, až do roku 1995, kdy ve své „chatě“ na Slovinci v Devínské Nové Vsi spáchal sebevraždu.
Život Rudy Slobody byl poznamenán neustálým bojem se společností, ale i se sebou samým. S ostatními spisovateli či kolegy měl často bouřlivé vztahy. Známé byly jeho alkoholické excesy. Z alkoholismu se i několikrát léčil. Vícekrát se pokusil o sebevraždu. V posledních letech života byl abstinentem.

## Tvorba
Jedná se o jednoho z nejzajímavějších a nejvýznamnějších mistrů slovenského psaného slova druhé poloviny 20. století. Publikovat začal v roce 1958 v časopisech Mladá tvorba (zde mu vyšla první povídka Do tohto domu sa vchádzalo širokou bránou) a Slovenské pohľady. Každé z jeho děl je v podstatě postaveno na jeho vlastních zážitcích a životních zkušenostech. Výrazným rysem jeho prozaické tvorby je brilantní vypravěčský styl, který přesně reprodukuje myšlenky a události, jakož i nepřehlédnutelná pocitová a myšlenková upřímnost. Ve vícero dílech staví základní motiv na lásce a jí příbuzných kvalitách - žárlivosti, erotice, sexuálních vztazích, ale i osamělosti a hledání smyslu života či víře v Boha.
Důležitou součástí spisovatelovy osobnosti bylo psaní deníků. Mnohé z nich autor zničil, část (neúplnou) z nich vydal autorův zeť Oto Havrila ve vydavatelství Tatran.
Rudolf Sloboda se několikrát objevil i ve filmu, například v Šulíkově díle Všetko čo mám rád.
I když byl především prozaik, zejména po pádu komunistického režimu v roce 1989 se projevil jako talentovaný dramatik a jeho dvě díla se rychle stala stálicemi v repertoáru divadla Astorka Korzo '90.

## Dílo
- Seznam děl v Souborném katalogu ČR, jejichž autorem nebo tématem je Rudolf Sloboda

### Próza pro dospělé
- 1965 Narcis, román s autobiografickými prvky - prvotina popisující pocity vystěhovalce (odchod do Ostravy)
- 1967 Britva, román s autobiografickými prvky - nadvazuje na Narcis (přesun hlavního hrdiny do Bratislavy)
- 1968 Uhorský rok, povídky
- 1969 Šedé ruže, román
- 1971 Romaneto Don Juan, zážitky z dětství
- 1976 Hlboký mier, povídky
- 1977 Hudba, román o mladém studentovi a jeho lásce k hudbě
- 1979 Vernosť, román o současné ženě a její víře
- 1981 Druhý človek, román o současném muži
- 1982 Rozum, významný román, autorem nejvíce ceněná próza. Popis pocitů syna po smrti otce
- 1982 Dni radosti, povídky
- 1983 Stratený raj, román z protialkoholické léčebny
- 1986 Pánsky flám, povídky
- 1987 Uršula, román o ženě - vražedkyni
- 1988 Pokus o autoportrét, autobiografická próza
- 1990 Rubato, román, pokračování románu Uršula
- 1991 Krv, nejlepší slovenský román 20. století, krize přechodu z totality do demokracie
- 1992 Útek z rodnej obce, povídky
- 1994 Jeseň, román, pokračování románu Krv
- 1995 Herečky, povídky
- 1996 Pamäti, nedokončený román
- 2001 Láska, původně ztracený román nalezený v Polsku
- 2004 Listy a eseje
- Z tvorby, výběr z dramatické, prozaické, scenáristické i básnické tvorby, vydavatelství Tatran
- Z denníkov, výběr z deníků za 12 let autorova života, vydavatelství Tatran

### Poezie
- 1977 Večerná otázka vtákovi

### Dramata
- 1965 Vojna s malým Holandskom, nikdy nerealizovaná mysteriózní dramatická hra
- 1993 Armagedon na Grbe, dramatická hra postavená na osudech autorovy matky
- 1995 Macocha, dramatická hra na motivy ženy - matky

### Scénáře
- 1971 Orestea, nerealizovaný filmový scénář (spoluautor Albert Marenčin)
- 1973 Milosrdný čas, scénář k filmu (režie Otakar Krivánek)
- 1979 Prerušená hra, scénář k filmu (režie Jozef Režucha)
- 1980 Karline manželstvá, scénář k filmu (režie Vladimír Kavčiak)

### Próza pro děti
- 1973 Ilias, převyprávění eposu od Homéra
- 1987 Ako som sa stal mudrcom
- 1989 Hraničný kameň

## Ocenění
Slovenský prezident Andrej Kiska mu 1. ledna 2018 udělil in memoriam Pribinův kříž.